# Sandra Maischberger

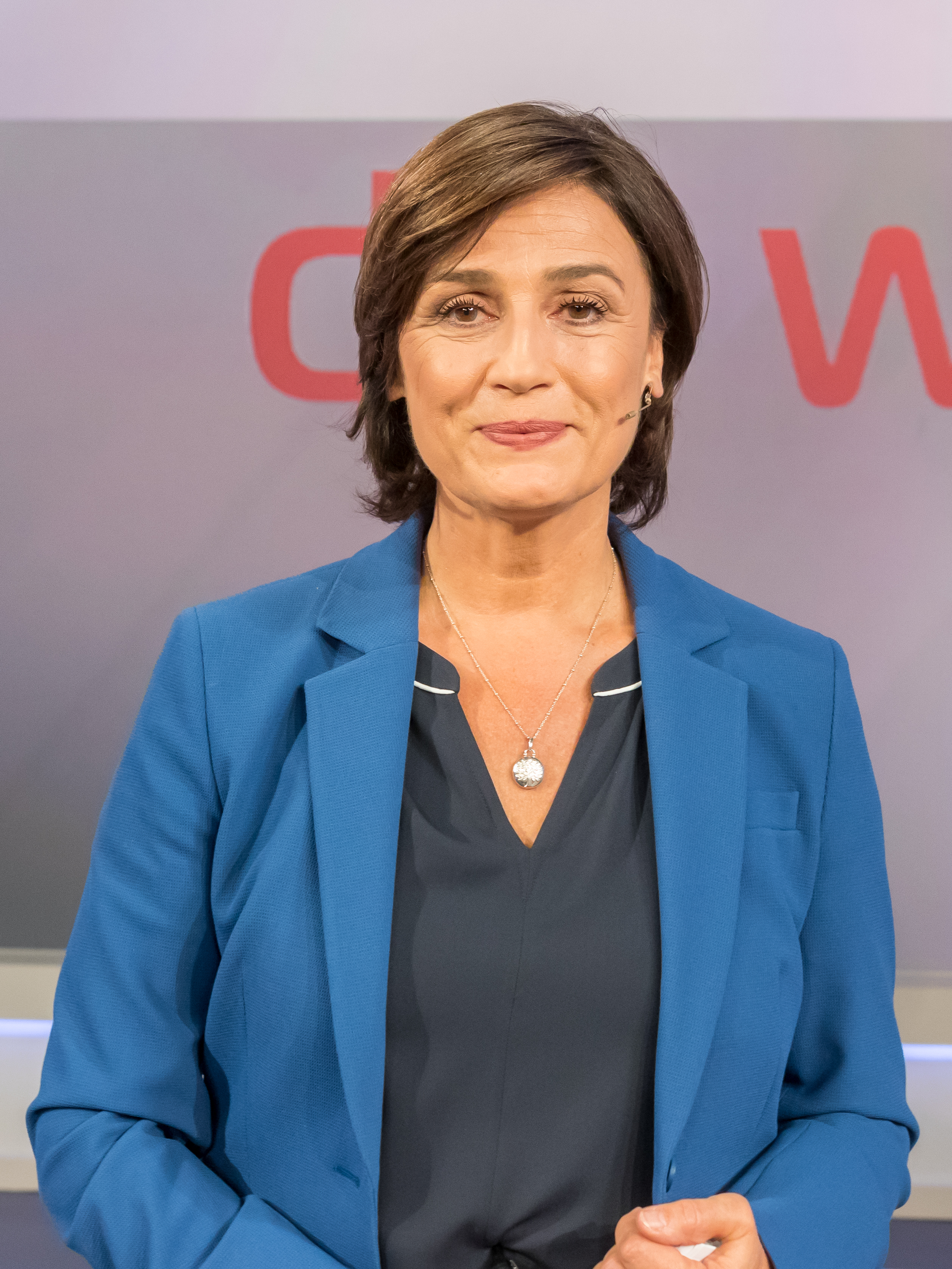
Sandra Maischberger (2019)

Sandra Maischberger (* 25. August 1966 in München) ist eine deutsche Journalistin, Fernsehmoderatorin, Produzentin und Autorin. Sie moderierte zahlreiche Interviewsendungen wie Live aus dem Schlachthof, Talk im Turm (mit Erich Böhme) und Ich stelle mich. Sie ist seit 2000 Mitbegründerin und Geschäftsführerin der Vincent Television GmbH, die die Talkshow Maischberger in Kooperation mit der ARD produziert.

## Biografie und Karriere
Ihr Vater war Physiker und Diplomingenieur in der Max-Planck-Gesellschaft und ihre Mutter Reiseleiterin. Sie ist die Schwester des deutschen Archäologen Martin Maischberger. Ihre Kindheit verbrachte Maischberger in Frascati bei Rom (vom 3. bis 8. Lebensjahr) und in Garching bei München. Das Abitur legte sie 1985 am Werner-Heisenberg-Gymnasium Garching ab. Nach dem Abschluss immatrikulierte sie sich an der Ludwig-Maximilians-Universität München für das Studium der Kommunikationswissenschaften, brach das Studium aber nach drei Tagen ab und schloss dafür eine zweijährige Ausbildung (1987–1989) zur Redakteurin an der Deutschen Journalistenschule in München ab.

### Hörfunk
Maischberger begann im Herbst 1985 als Hörfunkautorin beim Sender Bayern 2 zu arbeiten, nachdem sie einen Talentwettbewerb des BR gewonnen hatte. Dort moderierte sie die Musiksendung Rock-Lok. Sie arbeitete außerdem als freie Mitarbeiterin für Zeitungen und Hörfunksender, darunter die Münchner Stadtzeitung, das Magazin Musikexpress und den Sender SWF3. Im Rahmen ihrer Ausbildung an der Deutschen Journalistenschule in München, absolvierte sie Praktika bei Bild und Berliner Morgenpost.

### Fernsehen
Mit 21 Jahren wechselte Maischberger in die Nachrichtenredaktion von Tele 5, wo sie für die tägliche Nachrichtensendung arbeitete. Bei Tele 5 sammelte sie erste Erfahrungen beim Fernsehen mit den Sendungen Mensch Mädchen und Live um 5. 1989 moderierte sie sowohl die Morgensendung auf Bayern 3 als auch die Jugendsendung Live aus dem Schlachthof im Bayerischen Fernsehen als Nachfolgerin von Günther Jauch.
Im Jahr 1991 empfing sie an der Seite von Erich Böhme Gäste aus der Politik in der Talkshow Talk im Turm. Ab 1992 moderierte Maischberger im wöchentlichen Wechsel mit Roger Willemsen ihre erste Interviewsendung 0137 bei Premiere. 1993 folgte die Konzeption und Moderation von Spiegel TV Interview auf VOX. Maischberger besuchte in dieser wöchentlichen Interviewsendung die Gäste in ihrer Heimatstadt und begleitete sie über einen längeren Zeitraum (u. a. Marcel Reich-Ranicki, Dirk Bach, Wolfgang Menge, Wolfgang Lippert, Ephraim Kishon, Peter Ustinov, Niki Lauda, Mario Adorf, Karlheinz Böhm, Nena). Das Live-Magazin Freitag-Nacht präsentierte sie ab 1996 auf VOX, im Jahr darauf Greenpeace TV auf RTL. Danach arbeitete sie als freie Mitarbeiterin für den WDR, das ZDF und mehrere Zeitschriften, darunter Amica und Spiegel.

#### Maischberger auf n-tv

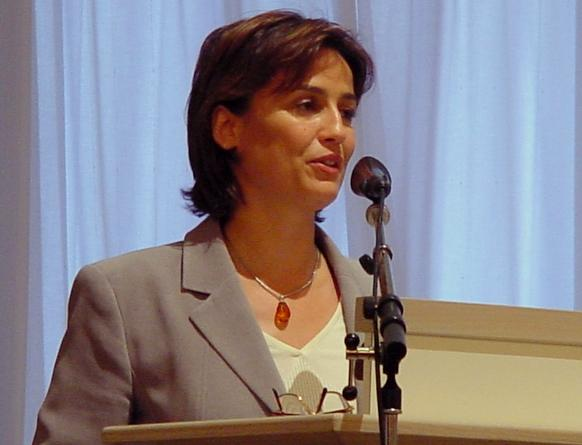
Sandra Maischberger, 2002

Von 2000 an lud Maischberger zur wöchentlichen Interviewsendung Maischberger auf n-tv den „Menschen des Tages“ in ein Berliner Studio ein. Viermal wöchentlich befragte sie Gäste zu aktuellen Themen und biographischen Details und erarbeitete sich „einen hervorragenden Ruf als aufmerksame Interviewerin“. Anlässlich der Verleihung des Hanns-Joachim-Friedrichs-Preises lobte die Jury Maischberger für ihre Fähigkeit, „die Persönlichkeit der Interviewten ohne Indiskretion und Tabubrüche darzustellen“. Ihr zur Seite stand ein namhaftes Redaktionsteam der probono Fernsehproduktion GmbH (probono TV) um den Journalisten Friedrich Küppersbusch.
Die letzte Sendung Maischberger wurde am 31. März 2006 ausgestrahlt, nachdem Maischberger den auslaufenden Vertrag nicht verlängerte. Ihr letzter Gast der Sendung war Harald Schmidt. In einem Interview mit der Süddeutschen Zeitung meinte Maischberger, „nie mehr Resonanz auf eine Sendung bekommen zu haben, als für diese, die auf dem kleinsten Sender zu sehen war, für den ich je gearbeitet habe“.

#### Dritte Programme
2000 und 2001 war sie zusammen mit Werner Schmidbauer in der Sendung Die Zwei – Maischberger und Schmidbauer im Bayerischen Rundfunk zu sehen. Von 2014 bis 2017 moderierte sie Ich stelle mich im WDR Fernsehen.

#### Maischberger bei der ARD

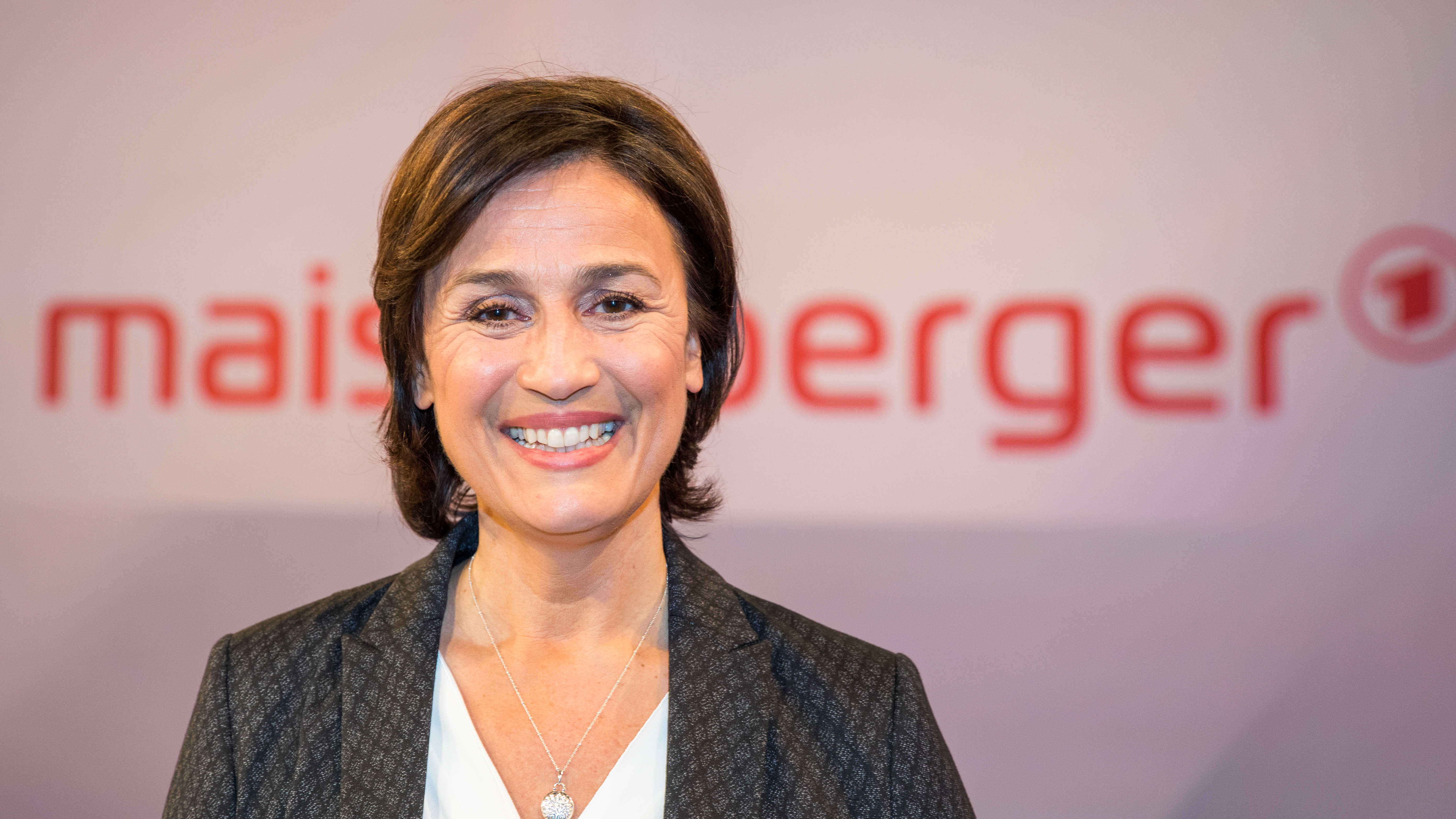
Sandra Maischberger, 2019

Gemeinsam mit Dirk Bach moderierte sie im Jahr 2002 den Deutschen Fernsehpreis, ausgestrahlt im Ersten Deutschen Fernsehen. Seit September 2003 moderiert Maischberger eine Talkshow in der ARD, zunächst unter dem Titel Menschen bei Maischberger, die dienstags um 22:45 Uhr im Ersten ausgestrahlt wurde. Die erste Folge wurde am 2. September 2003 gesendet. Kontrovers diskutierten Gäste aktuelle politische und gesellschaftsrelevante Themen. Sandra Maischberger trat damit die Nachfolge des erfolgreichen Boulevard Bio an. Die Sendung wird, laut einem Interview mit Sandra Maischberger, „grundsätzlich gesendet, wie aufgezeichnet wurde“. Ehemals aus dem Berliner Tränenpalast gesendet, kam das Talkformat aus dem WDR-Studio in Köln. Zu besonderen Anlässen wechselte die Produktion auch in Studios in Berlin oder München.
In der Sendung brachte Maischberger Menschen zusammen, die sich in ihrem täglichen Leben nie getroffen hätten. Ein langjähriger Hartz-IV-Empfänger bekam die Chance, mit Politikern über seine Situation zu sprechen, ein konservativer Familienvater musste sich mit einer Travestie-Künstlerin auseinandersetzen und Gewaltopfer trafen auf Täter. Die Themen waren stets aktuell und brachten in der Regel fünf bis sechs Gäste zusammen. Während der Sendung gab es vereinzelt informative Filmbeiträge und/oder eine Live-Schaltung zu Gästen außerhalb des Studios.
Ab dem 13. Januar 2016 hieß die Talkshow nur noch Maischberger und wurde mittwochs um 22:45 Uhr im Ersten ausgestrahlt. Ab 2019 lief die Sendung mittwochs mit einem abgeänderten Konzept unter dem Titel maischberger. die woche. Seit Mai 2022 wird die Sendung dienstags und mittwochs unter dem Titel maischberger ausgestrahlt.

### Produzentin
Gemeinsam mit einer Partnerin und ihrem Ehemann Jan Kerhart gründete Maischberger 2000 die TV-Produktionsfirma Vincent Television GmbH, 2019 umbenannt in Vincent Productions GmbH, seither Produktion aller Medienformate, auch Menschen bei Maischberger. Die Sendung ist eine Gemeinschaftsproduktion der ARD, hergestellt vom WDR in Zusammenarbeit mit der Vincent TV GmbH. Maischberger ist ihre Geschäftsführerin. Das Team besteht aus der Verantwortlichen Redakteurin (WDR) Dr. Elke Maar, dem Herstellungsleiter (Vincent Productions GmbH) Enzo Maaß, der Redaktionsleitung (Vincent Productions GmbH) Jakob Menge und der Redaktion der Vincent Productions GmbH.
Die Einnahmen Sandra Maischbergers betrugen nach Angaben von Paulina Sternsdorf (Focus Online) 21.204 Euro für eine Show. „Das ist der Spitzenwert unter den Talkern bei ARD und ZDF.“ Die ARD soll laut Business Insider 2022 und 2023 pro Folge der Talkshow „Maischberger“ rund 140.000 Euro an die Produktionsfirma gezahlt haben, 4,7 Millionen Euro im Jahr. Sandra Maischberger soll pro Jahr 795.000 Euro an der Show verdient haben.
Darüber hinaus stellt das Unternehmen zahlreiche Dokumentationen in den Bereichen Politik, Geschichte, Natur und Wissenschaft für unterschiedliche Auftraggeber her. 2013 entstand das Dokudrama Ein blinder Held – Die Liebe des Otto Weidt in Kooperation mit der ARD; Erstausstrahlung war am 6. Januar 2014 im Ersten. Maischberger produzierte auch den Film Nur eine Frau. Sie ist die Produzentin des Films Riefenstahl, der 2024 seine Premiere bei den Filmfestspielen in Venedig hatte.

#### TV-Duelle
Am 3. September 2017 moderierte Maischberger gemeinsam mit Maybrit Illner, Peter Kloeppel und Claus Strunz das Fernsehduell zur Bundestagswahl 2017 auf fünf Sendern (Das Erste, ZDF, RTL, Sat.1 und Phoenix), am 9. Februar 2025 das Fernsehduell zur Bundestagswahl 2025 gemeinsam mit Maybrit Illner.

### Autorin
2002 erschien der Band Hand aufs Herz – Sandra Maischberger im Gespräch mit Altbundeskanzler Helmut Schmidt. Laut FAZ gelingt es Sandra Maischberger in diesem Dialog, dass „Helmut Schmidt in diesem Buch nicht nur die Hand aufs Herz [legt]; er nimmt auch kein Blatt vor den Mund“. Ein Jahr darauf wurde der Interviewband Ich bin so frei, ein Gesprächsporträt mit der ehemaligen FDP-Politikerin Hildegard Hamm-Brücher, veröffentlicht. Im Oktober 2004 veröffentlichte sie ein Nachschlagewerk für Kinder mit dem Titel Die musst Du kennen – Menschen machen Geschichte. Darin versammelt sind 250 der wichtigsten Wissenschaftler, Künstler und Politiker von der Antike bis in die Gegenwart. Zuletzt erschien 2011 ein Gespräch mit Hans-Jochen Vogel: Wie wollen wir leben, darin „[inspiziert] er mit Frau Maischberger alle Streitfelder der gegenwärtigen Politik“.

### Soziales Engagement

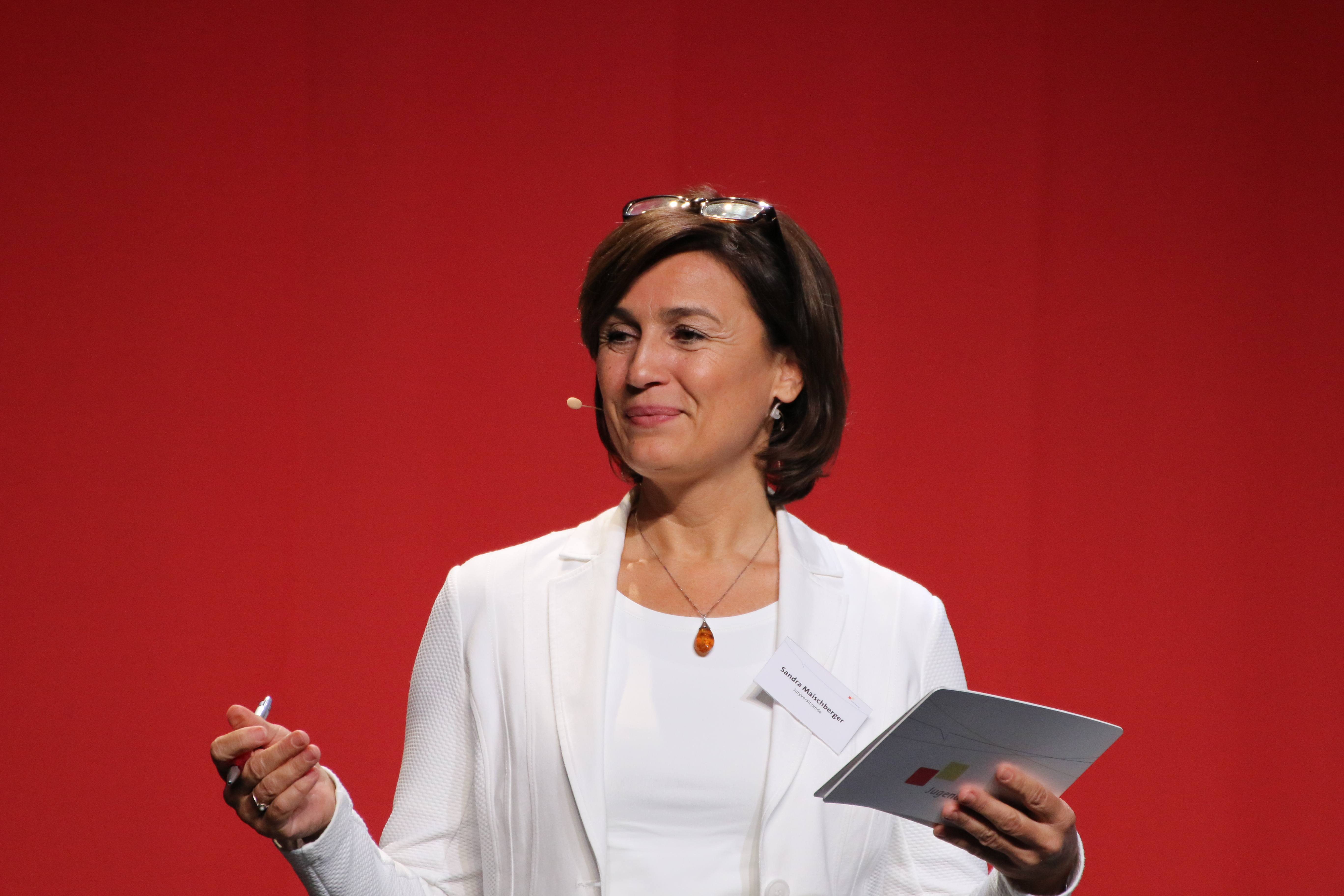
Sandra Maischberger beim Bundesfinale Jugend debattiert, 2016

Im Jahr 2008 gründete Maischberger Vincentino e. V., einen gemeinnützigen Verein, der Kulturprojekte an Berliner Schulen initiiert und unterstützt. Vom damaligen Bundespräsidenten Joachim Gauck als Schirmherr berufen, ist Maischberger Mitglied des Kuratoriums von Jugend debattiert. 2013 wurde sie mit dem Bundesverdienstkreuz am Bande ausgezeichnet.

### Privates
Seit 1994 ist Maischberger mit dem 1985 aus der Tschechoslowakei emigrierten Kameramann Jan Kerhart verheiratet. Die beiden leben in Berlin und haben seit Februar 2007 einen Sohn. Sie spricht mehrere Sprachen, u. a. Italienisch. Nachdem sie schon als Jugendliche aus der evangelischen Kirche ausgetreten war, trat sie 2022 anlässlich der Konfirmation ihres Sohnes wieder ein, obwohl sie „nicht glaube“. Sie ist Mitglied der Zionsgemeinde.

## Auszeichnungen
- 1999: Goldenes Schlitzohr
- 2000: Hanns-Joachim-Friedrichs-Preis
- 2000: Deutscher Fernsehpreis (Beste Moderatorin einer Informationssendung)
- 2001: Bayerischer Fernsehpreis (Für Maischberger)
- 2001: Fernsehmacherin des Jahres
- 2002: Hildegard-von-Bingen-Preis für Publizistik
- 2002: Ernst-Schneider-Preis (Rubrik: Wirtschaft in einer Talkshow)
- 2002: Der goldene Lachs (Ehrenpreis der norwegischen Botschaft)
- 2002: Radio Regenbogen Award (Medienfrau 2002)
- 2002: Goldene Kamera (Rubrik: TV-Journalismus)
- 2004: Medienpreis für Sprachkultur (Rubrik: Radio/Fernsehen)
- 2008: Goldene Kamera (Rubrik: Beste Information) zusammen mit Jan Kerhart
- 2013: Bundesverdienstkreuz am Bande der Bundesrepublik Deutschland
- 2016: Romy in der Kategorie Information
- 2024: „Journalistin des Jahres“ in der Kategorie „Unterhaltung“, verliehen durch das Medium Magazins[28]

## TV-Dokumentationen, eigene Filme
- 2001: Eric Escoffier – wenn der Kopf den Körper trägt
- 2002: Dr. Wedel und Mr. Hyde (mit Dieter Wedel)
- 2002: Es ist 20 Uhr… Die Tagesschau wird 50! (mit Armin Toerkell)
- 2003: Reichlich Wasser vor der Hütte – Im Herzen einer Luxusinsel (Regisseurin und Autorin, jeweils zusammen mit Vanessa Nöcker, sowie Sprecherin)[29]
- 2007: Helmut Schmidt außer Dienst
- 2009: Kasse gegen Privat. Sandra Maischberger und die Zweiklassenmedizin (mit Uli Stein)
- 2010: Richard von Weizsäcker – Für immer Präsident
- 2011: Pershing statt Petting (mit Jan N. Lorenzen)
- 2013: 16× Deutschland – Berlin: Reichstag
- 2013: Helmut Schmidt und Valéry Giscard d’Estaing – Eine Männerfreundschaft (mit Dorothe Dörholt)
- 2021: Mensch Bio![30]
- 2024: Riefenstahl (über Leni Riefenstahl) (Buch und Regie: Andres Veiel; Produzentin: Sandra Maischberger)

## Bücher
- Hand aufs Herz – Sandra Maischberger im Gespräch mit Helmut Schmidt. Ullstein-Verlag, München 2002, ISBN 3-548-36460-8.
- Ich bin so frei – Sandra Maischberger im Gespräch mit Hildegard Hamm-Brücher. Econ, München 2003, ISBN 3-430-16295-5.
- Die musst du kennen. Menschen machen Geschichte. cbj, München 2004, ISBN 3-570-12871-7.
- Hans-Jochen Vogel/Sandra Maischberger: Wie wollen wir leben – Was unser Land in Zukunft zusammenhält. Siedler, München 2011, ISBN 978-3-88680-991-2.

## Mitgliedschaften
- Bundeskanzler-Helmut-Schmidt-Stiftung, Mitglied des Kuratoriums[31]

- Weltwirtschaftsforum[32]